# Rhode Island School of Design
Rhode Island School of Design ("Scuola di disegno del Rhode Island", abbreviato in RISD) è un'università privata di belle arti e design situata a Providence, nel Rhode Island. È stata fondata nel 1877, e si trova alla base di College Hill. Il campus del RISD è contiguo con quello della Brown University. Le due istituzioni condividono risorse sociali, accademiche e comunitarie, oltre ad avere corsi di studio in comune. I candidati sono tenuti a compilare il test dei tre disegni, uno dei quali è relativo al caratteristico disegno della bicicletta del RISD.
Essa comprende circa 350 docenti e curatori, e 400 membri dello staff. Circa 1,880 laureandi e 370 studenti universitari si iscrivono annualmente da tutti gli Stati Uniti e da 50 nazioni estere. Il RISD è membro della Association of Independent Colleges of Art and Design (AICAD), un consorzio di trentasei scuole di belle arti negli Stati Uniti. Inoltre il RISD mantiene circa 80 000 opere d'arte nel RISD Museum.